# Pavallion
Pavallion ist eine Post-Rock-Gruppe aus Krefeld.

## Geschichte
Das Quartett wurde im Jahr 2014 gegründet.
Im Jahr 2017 gab die Band im Selbstverlag ihr Debütalbum 2048 heraus. Es erschien auf Vinyl in einer Auflage von 200 Stück und bei einer Spieldauer von 48 Minuten waren fünf Stücke enthalten. Zur Veröffentlichung fand ein Konzert in der Krefelder Friedenskirche statt.
Anfang Oktober 2018 gab die Band bekannt, dass bald ihr zweites Album erscheinen werde. Parallel zu dieser Meldung wurde vorab der Song Waves als Online-Single veröffentlicht. Am 26. Oktober 2018 folgte über das Krefelder Musiklabel Tonzonen Records die Veröffentlichung von Stratospheria, dessen Mastering von Eroc übernommen wurde. Bei dem Album, das aus „nur drei atmosphärische(n) Longtracks“ besteht, dauert allein das Titelstück rund 25 Minuten. Mit den beiden anderen Stücken Waves (über 10 Minuten) und Monolith (rund 5 Minuten) liegt die kumulierte Spielzeit bei rund 40 Minuten.

## Stil
Den Stil bezeichnet die Band selbst als „Psychedelicious Post-Rock“. Dabei handelt es sich um „ruhige, introvertierte, über weite Strecken instrumentale“ Passagen, in denen sich zwischenzeitlich auch härtere, rockige Ausbrüche finden. Zusätzlich zu Gitarre, Schlagzeug und Bass kommen in einzelnen Passagen zudem Synthesizer- und Echoeffekte hörbar zum Einsatz.
Als Referenzen werden in Rezensionen u. a. Oceansize und Pink Floyd bzw. Long Distance Calling sowie Godspeed You! Black Emperor oder Sólstafir genannt.

## Rezeption
Es sei „erstaunlich, mit welcher Begeisterung Pavallion der Langform frönen“, hieß es bei Plattentests.de in der Rezension zum zweiten Album. Auch wurde hervorgehoben, dass die Musiker „gänzlich unverkrampft und mit einem großen Bewusstsein für Spannungsbögen“ zu Werk gingen.
Bei Powermetal.de erhielt das Zweitwerk 8 von 10 möglichen Punkten, bei Darc Entries aus Belgien 8,5 von 10 Punkten und bei hippiesland.de wurde Stratospheria als „eine der Überraschungen des Jahres“ bezeichnet.

## Diskografie
Alben
- 2017: 2048 (Selbstverlag)
- 2018: Stratospheria (Tonzonen Records)
- 2019: Purple Ground EP (Tonzonen Records)